# Paratrechina arenivaga
Paratrechina arenivaga är en myrart som först beskrevs av Wheeler 1905.  Paratrechina arenivaga ingår i släktet Paratrechina och familjen myror. Inga underarter finns listade i Catalogue of Life.

## Bildgalleri

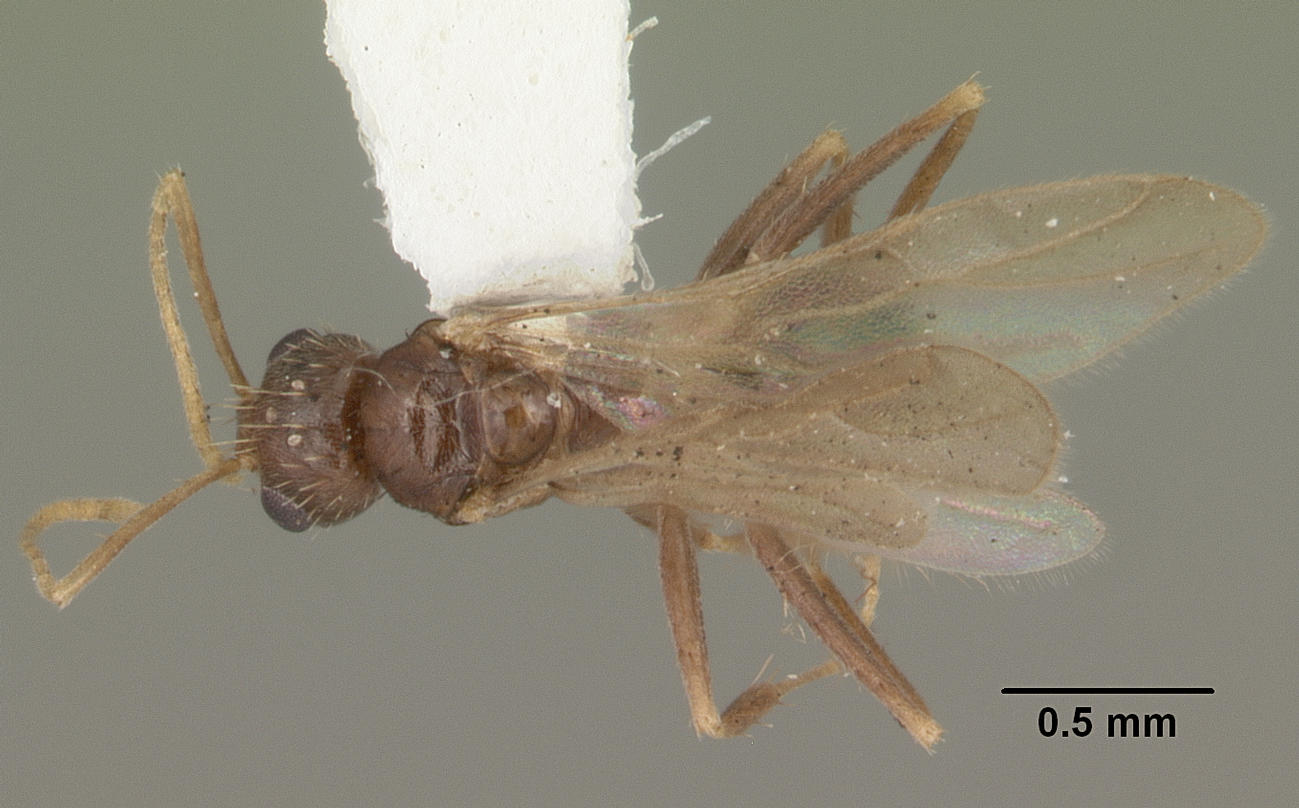
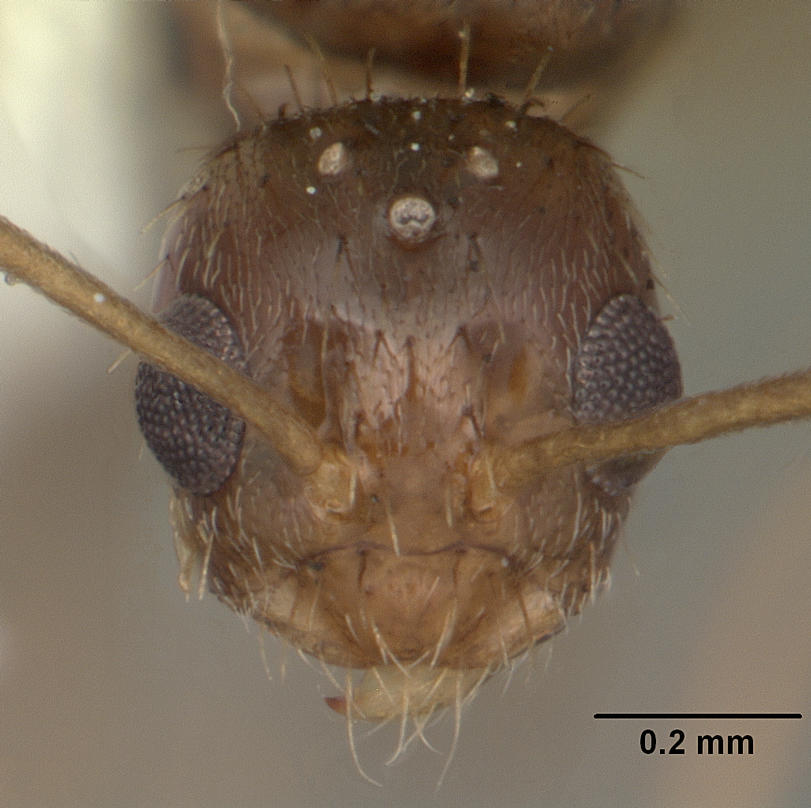
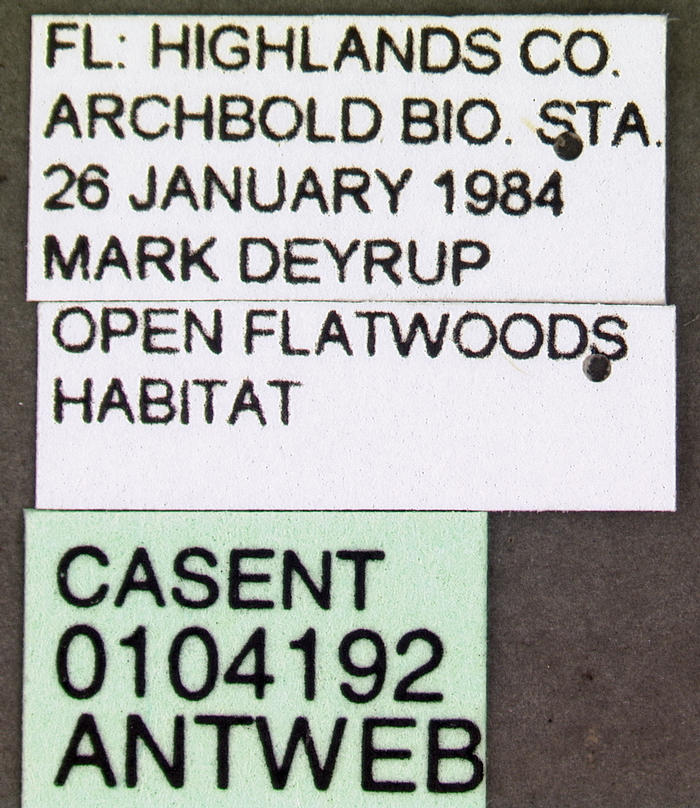
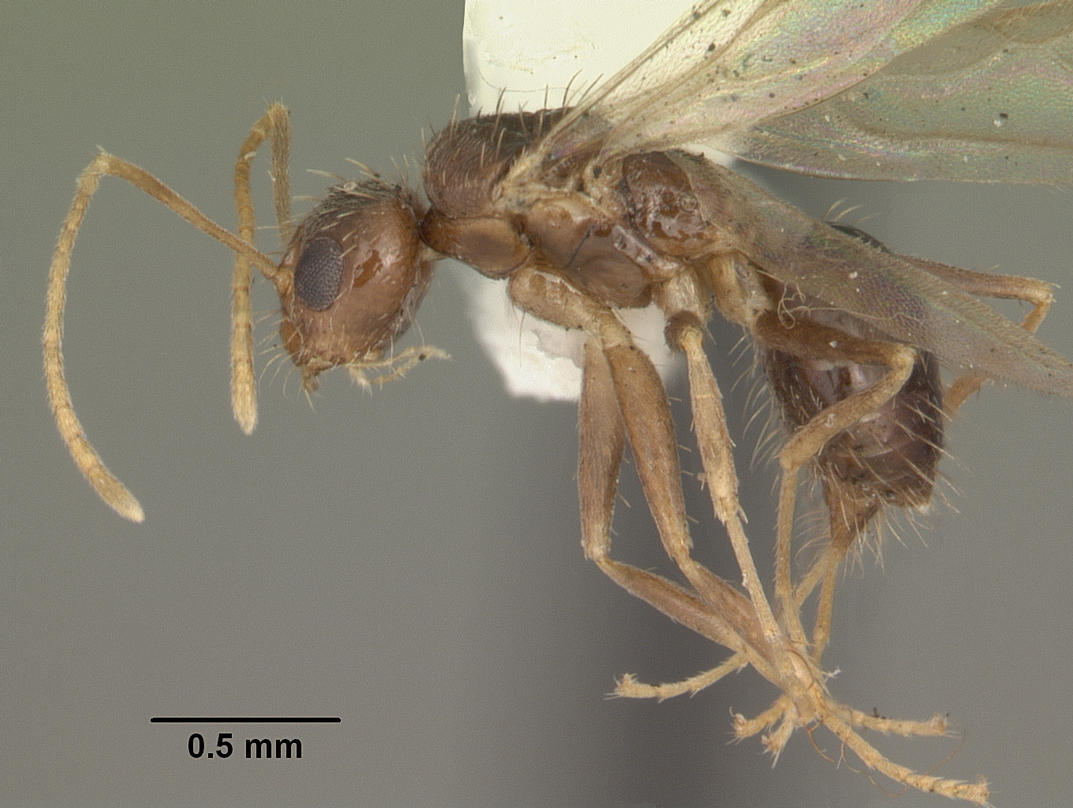
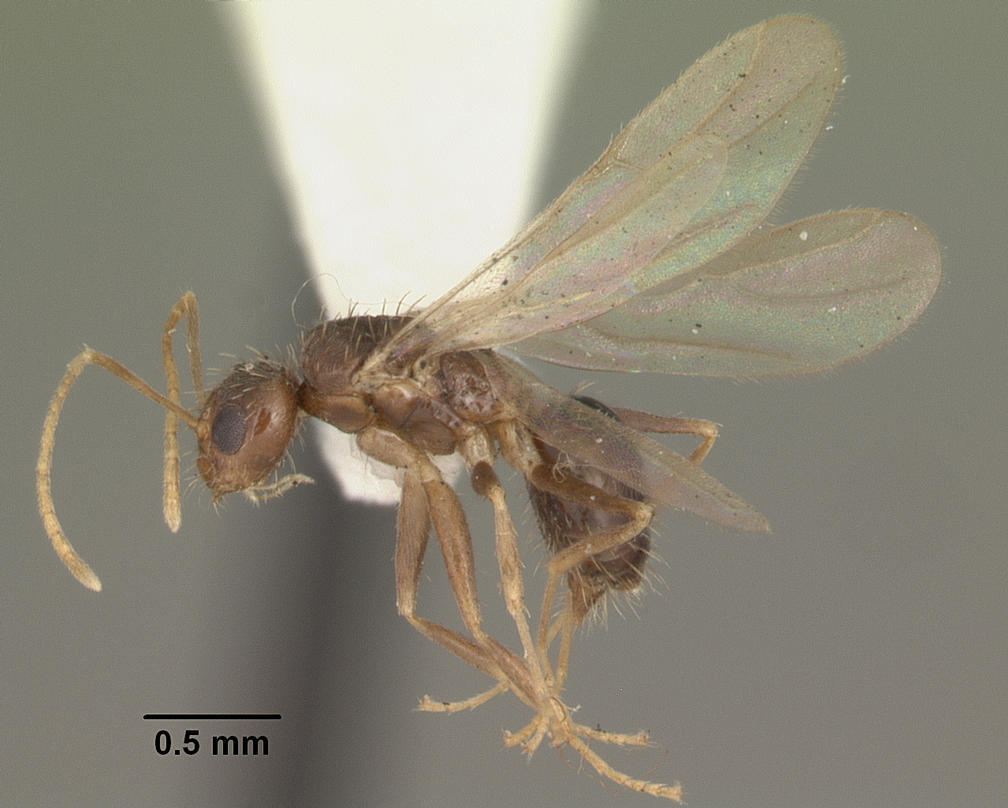
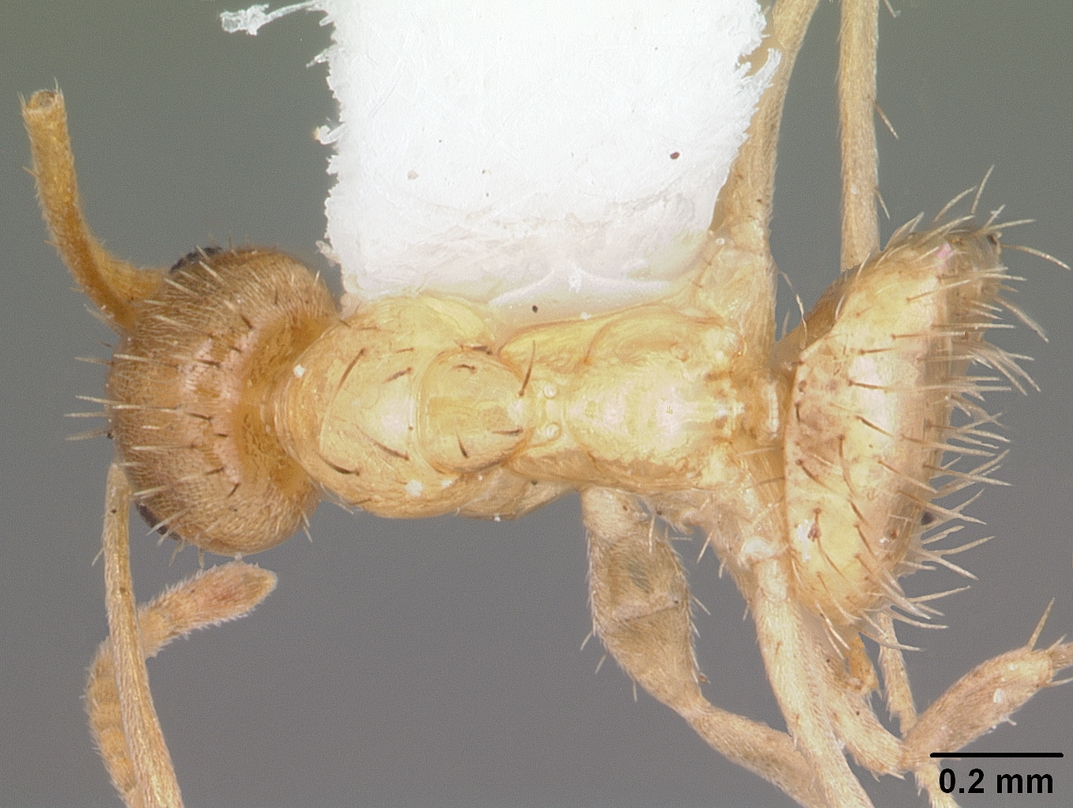